# Mikayil Mushfig

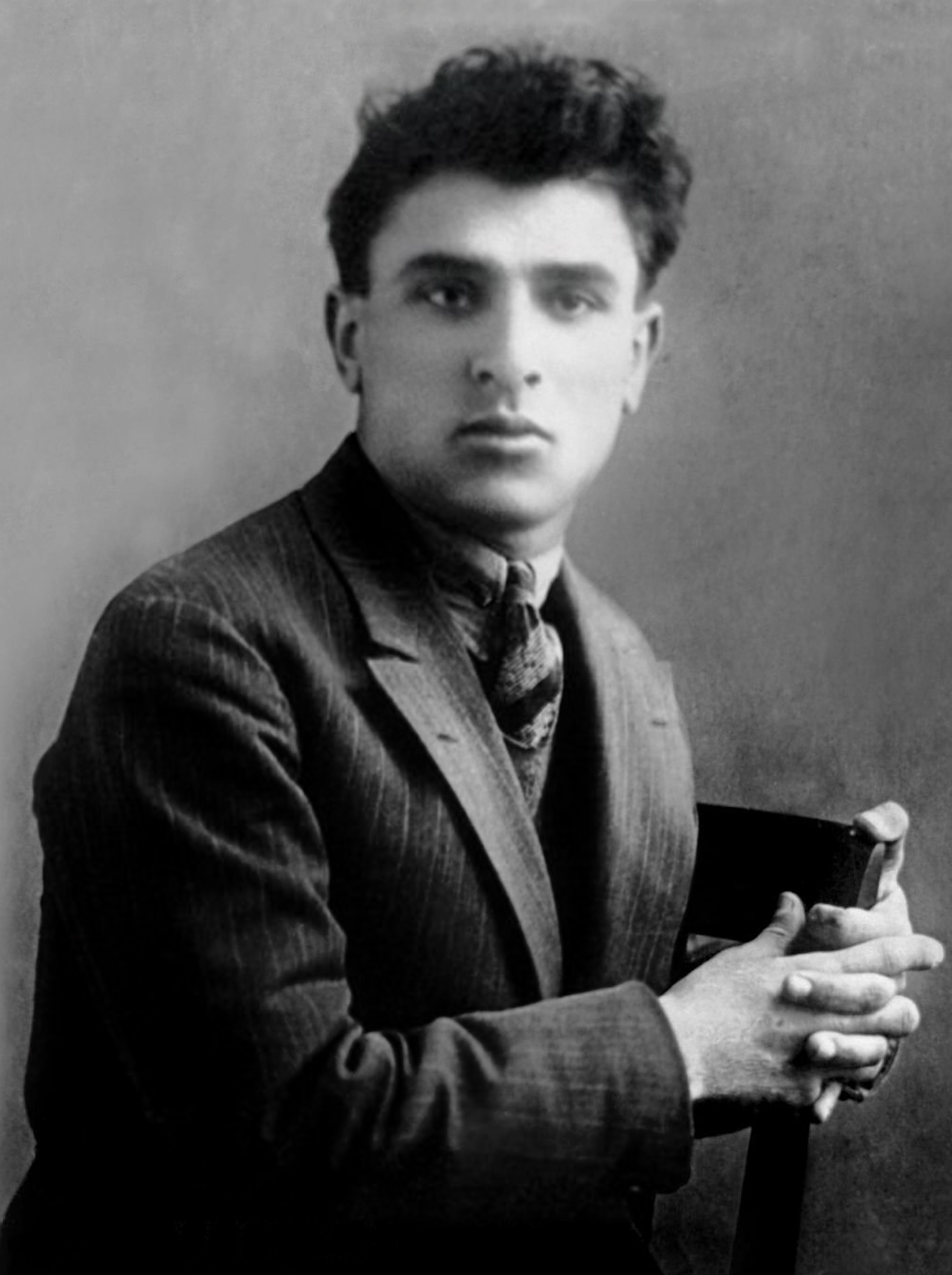
Mikayil Mushfig.

Mikayil Mushfig (en azerí Mikayıl Müşfiq), de nacimiento Mikayil Ismayilzadeh (5 de junio de 1908 en Bakú - 12 de marzo de 1939 en Bakú) fue un poeta azerbayano. Durante la Gran Purga estalinista de la Unión Soviética fue arrestado y ejecutado poco después de cumplir los treinta años.

## Vida y obra

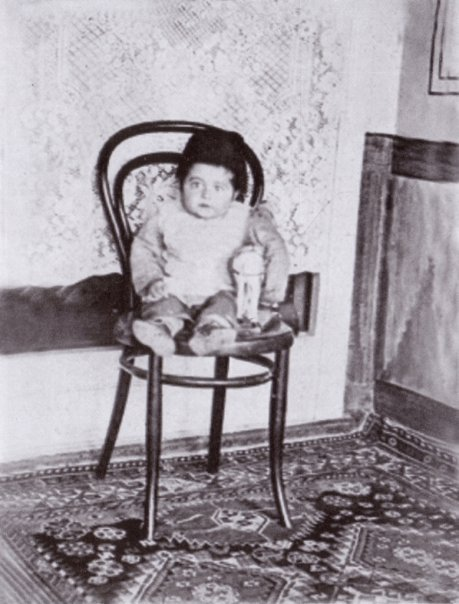
Infancia de Mikayil Mushfig

Mikayil Mushfig nació el 5 de junio de 1908 en Bakú en la familia del profesor Mirza Kadir Ismailzadeh. En 1915 Mikayil ingresó a la escuela rusoparlante en Bakú. En 1920 terminó su educación primaria e ingresó al seminario pedagógico de Bakú. 
Mikayil comenzó trabajando como maestro de escuela. Su primer poema, Bir Gün ("El día"), fue publicado en el diario Ganj fahla de Bakú en 1926 firmado con el seudónimo de Mushfig. Junto a Samad Vurgun y a Rasul Rza fue uno de primeros exponentes en los años treinta del nuevo estilo soviético de la poesía azerbayana. También tradujo varios poemas del ruso.
En su obra, Mushfig glorifica el trabajo de los obreros y de los campesinos al mismo tiempo que celebra la construcción de fábricas en su ciudad y otras aglomeraciones. Según su esposa, Dilbar Akhundzadeh, Mikayil apoyó el paso del alfabeto árabe al alfabeto latino que ocurrió en su país en 1927 y reflejó su satisfacción en un verso suyo.
En 1931 Mikayil Mushfig se graduó en el Instituto Superior Pedagógico y durante unos años enseñó literatura en las escuelas de Bakú

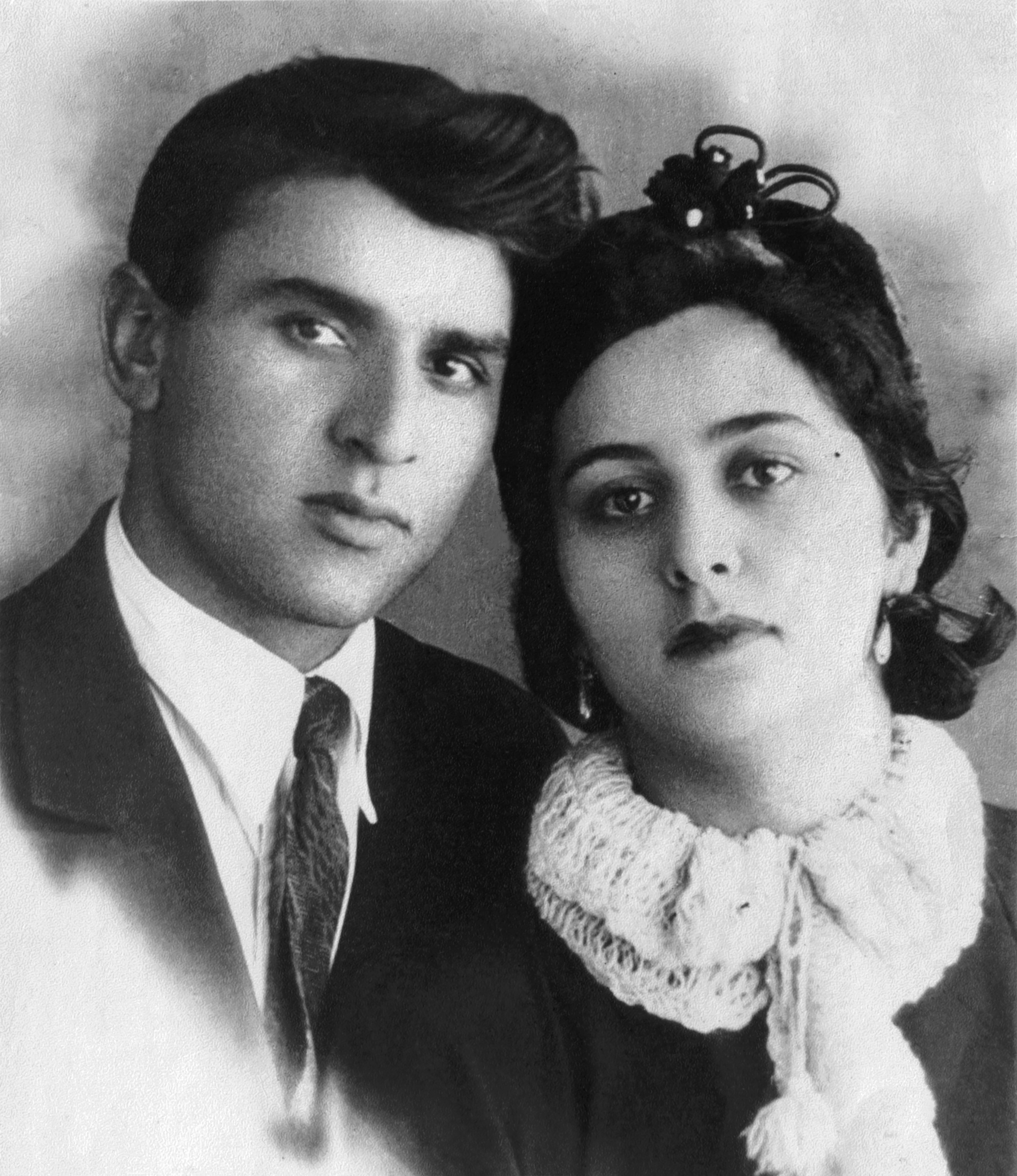
211.96x211.96px

Durante las purgas estalinistas de los años treinta Mikayil escribió el poema "Canta tar, canta" en contra de la prohibición estatal de tocar el "tar", es decir el instrumento nacional azerbaiyano. 
Entre 1930 y 1935 Mikayil publicó 10 recopilaciones de versos.

## Arresto y ejecución
Por su defensa de la cultura de su país, Mikayil Mushfig fue vetado por la Unión de Escritores Azerbayanos. Algunas figuras literarias llegaron incluso a tildarlo de "chovinista" y "poeta pequeño burgués". Fue arrestado en 1937 acusado de traición y de ser "enemigo del estado". Fue ejecutado en 1939 en la prisión de Bayil, cerca de Bakú. Años después fue exonerado.

## Obra publicada
- Küləklər ("Los vientos"), 1930.
- Günün Səsləri ("Las voces del día"), 1932.
- Poemas escogidos, 1934.
- Obras escogidas (2 volúmenes), 1960.
- Duyğu Yarpaqları ("Las hojas del sentimiento"), 1966.
- Poemas (2 volúmenes), 1968 y 1973.
- Yenə O Bağ Olaydı ("Desearía que fuera ese jardín"), 1976.
- Ədəbiyyat Nəğməsi ("La canción de la literatura"), 1978.

## Memoria

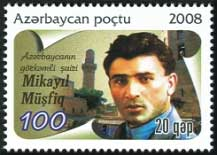
Estampilla, 2008

- Una de las unidades territorial administrativa del raión Karadagh de Bakú se nombró Mushfiqabad.[6]
- En Bakú se erigió un monumento a Mikayil Mushfig.[7]
- En el camino a Khizi se levantó un monumento a Mikayil Mushfig.
- Una de las calles de Bakú también lleva el nombre del poeta azerbaiyano.

- En Ganyá una escuela lleva el nombre de mikayil Mushfig desde 1975.
- En 2008 en honor del 100.º aniversario de su nacimiento fue publicada una estampilla.

En 2008 el presidente de Azerbaiyán Ilham Aliyev firmó una disposición sobre la  celebración del 100.º aniversario del poeta azerbaiyano Mikayil Mushfig, y en todas las regiones de Azerbaiyán se celebraron distintos acttos.
Las canciones con los versos de Mikayil Mushfig
- Küləklər - Eyyub Yagubov en YouTube.
- Yenə O Bağ Olaydı -  Eyyub Yagubov en YouTube.
- Ana -  Eyyub Yagubov en YouTube.